# Paranothrotes rammei
Paranothrotes rammei is een rechtvleugelig insect uit de familie Pamphagidae. De wetenschappelijke naam van deze soort is voor het eerst geldig gepubliceerd in 2010 door Özdikmen.